# George Taylor (fotógrafo)
George Thomas Taylor (6 de septiembre de 1838-5 de abril de 1913) fue un fotógrafo y pintor canadiense pionero conocido por su trabajo al capturar los paisajes y la vida cotidiana del Nuevo Brunswick del siglo XIX.
Taylor nació en Fredericton, ubicada en la Colonia de Nuevo Brunswick en ese momento, y desarrolló un interés temprano en la fotografía, iniciando su carrera en 1856, durante la cual documentó y capturó varios lugares provinciales, incluido el Valle de Tobique. A medida que amanecía el siglo XX, con la fotografía cada vez más accesible para el público en general, Taylor se retiró y cambió sus actividades a la pintura de paisajes hasta su muerte en 1913, durante la cual a menudo usó sus propias fotografías como referencias. Actualmente, cientos de sus imágenes se conservan y se exhiben en los Archivos Provinciales de Nuevo Brunswick.

## Primeros años y carrera
George Thomas Taylor nació el 6 de septiembre de 1838 en Fredericton, una ciudad guarnición británica en la colonia de Nuevo Brunswick. Su padre, William P. Taylor, emigró de Londres, Inglaterra, y trabajaba como carpintero, y su madre era Frances (Morrison) Taylor. George era el hijo del medio entre cinco hermanos, y la familia vivía en una casa construida por William en 1846. George Taylor desarrolló un interés temprano en la fotografía tomando prestadas revistas de los miembros locales de Garrison, lo que lo llevó a buscar un autoestudio diligente, particularmente en la «ciencia» de esta forma de arte. Durante su adolescencia, Taylor comenzó a crear sus primeros daguerrotipos, y mientras trabajaba como carpintero durante las décadas de 1850 y 1860, continuó desarrollando sus habilidades fotográficas.
En 1856, Taylor comenzó su carrera fotográfica bajo la guía del fotógrafo de retratos David Lawrence en Fredericton. Además, recibió lecciones de arte de la esposa de un capitán del Regimiento 22 (Cheshire), aunque principalmente aprendió por su cuenta como pintor. Ese mismo año, comenzó a explorar la producción de daguerrotipos después de construir su primera cámara. Para profundizar su comprensión de la fotografía, Taylor leyó publicaciones periódicas en inglés prestadas por los oficiales de la guarnición. A la edad de 22 años, en 1860, Taylor había acumulado un amplio conocimiento del proceso del colodión y había construido sus propias cámaras básicas, con la ayuda de su padre. Luego estableció su primer estudio en la intersección de las calles Queen y Carleton.
En 1860, Taylor se casó con su primera esposa, Sarah George, hasta su muerte en 1866. Más tarde se volvió a casar en 1868 con Mary Avery y tuvo seis hijos con ella. Continuaron casados hasta la muerte de Mary Avery el 14 de febrero de 1905, a la edad de 66 años.

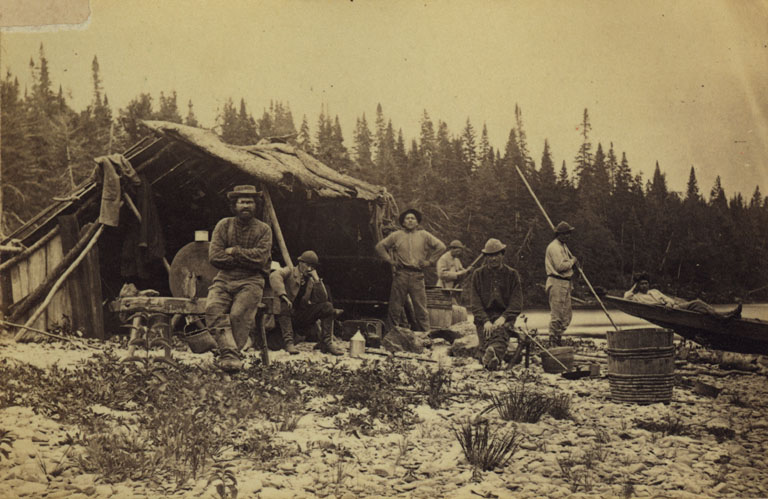
Grupo de madereros en el condado de Victoria, c. 1862.

## Carrera fotográfica

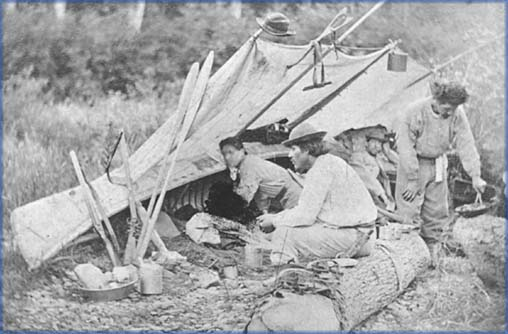
Un campamento Maliseet en Tobique, 1865.

Taylor amplió su trabajo fotográfico más allá de los límites de su estudio en Fredericton. A principios de la década de 1860, desarrolló una amistad con Arthur Hamilton-Gordon, el último vicegobernador de Nuevo Brunswick antes de la confederación de la colonia. En 1863, Gordon encargó a Taylor que documentara varios lugares provinciales, y con una carta de referencia del gobernador, se embarcó en una expedición al río Tobique, convirtiéndose potencialmente en uno de los primeros fotógrafos en explorar sus alcances. Durante este período, Taylor también fue comisionado por oficiales de los Regimientos Imperiales estacionados en Fredericton, quienes quedaron impresionados por sus habilidades fotográficas. Cuando las fuerzas se trasladaron a Halifax, se animó a Taylor a unirse a ellas.

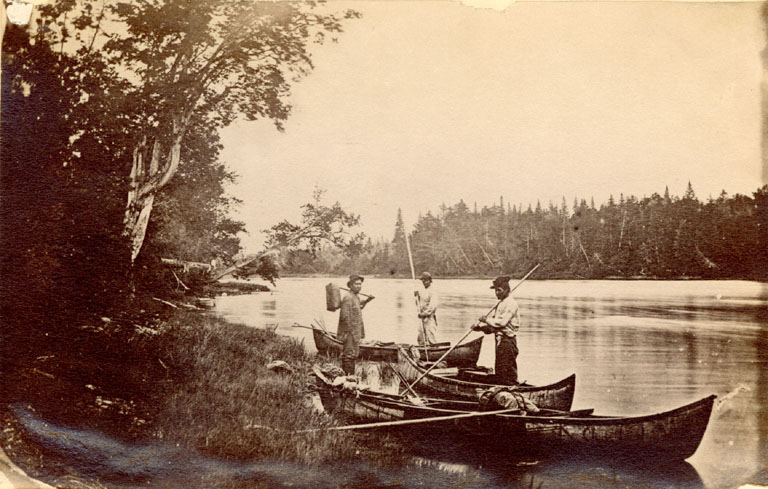
Guías Wolastoqey por el río Tobique, 1862.

A lo largo de sus expediciones, Taylor formó amistades con los pueblos maliseet, incluido un individuo notable conocido como Gave Acquin, con quien colaboró frecuentemente mientras exploraba la provincia. Según una presidenta de la exhibición, Taylor podía hablar el idioma maliseet con fluidez. Usando una canoa como medio de transporte, Taylor atravesó los bosques y los valles de los ríos de New Brunswick, ayudado por guías de los Primeras Naciones que se referían a él como «Garge». Mientras se embarcaba en sus expediciones, Taylor usó un cuarto oscuro portátil para procesar fotografías sobre la marcha y trajo consigo todo su equipo, incluido este cuarto oscuro portátil, su cámara, sus productos químicos y sus negativos. En las siguientes décadas de su carrera, Taylor volvió a visitar el río Tobique.

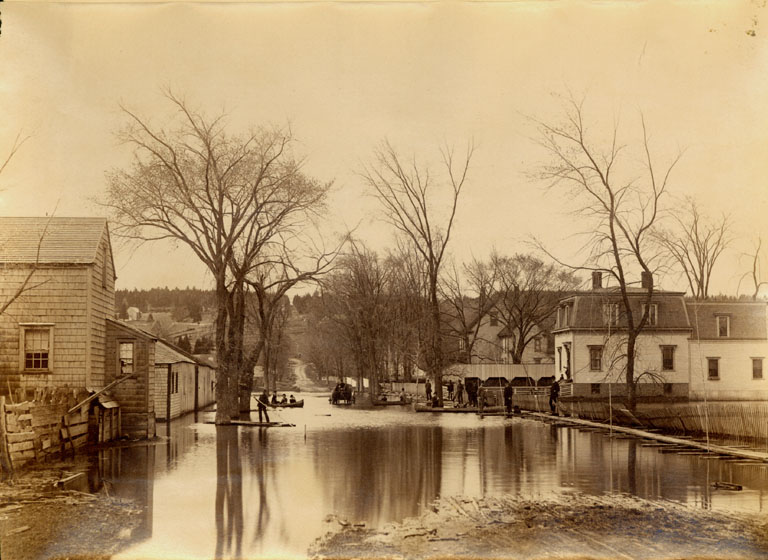
Canotaje en Fredericton durante la primavera, 1887.

Si bien Taylor, que continuó viviendo en Fredericton después de 1896, obtuvo ingresos capturando retratos de estudio de personas notables, su verdadera pasión residía en la fotografía de paisajes y escenarios. Su extensa colección con.sistía principalmente en imágenes que representaban varios aspectos de Nuevo Brunswick, incluidos ríos, pueblos, molinos, campamentos madereros, cazadores, pescadores y guías indígenas.

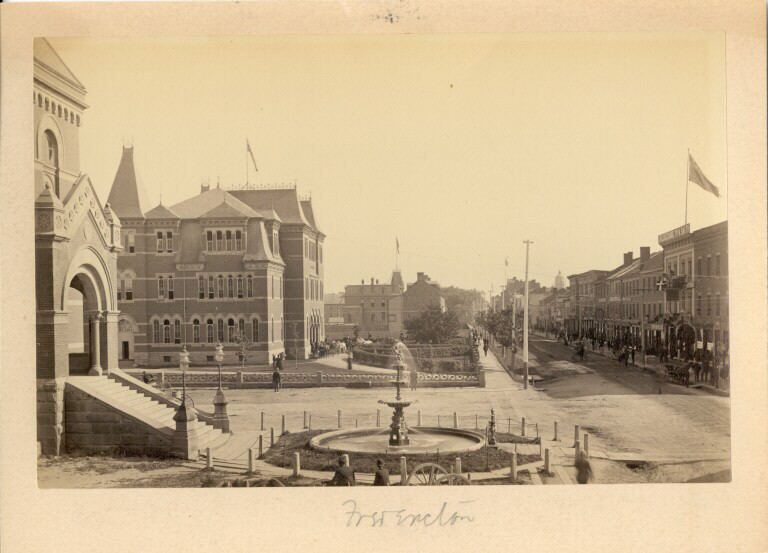
Fredericton, Nuevo Brunswick, 1889.

En 1868, se presentaron ejemplos del trabajo de Taylor en la edición inaugural de Canadian Illustrated News, una revista de noticias nacional en ese momento. El gobierno y las empresas locales a menudo buscaban sus servicios para capturar regiones inexploradas de Nuevo Brunswick. Por ejemplo, New Brunswick Railway Company le encargó que fotografiara sitios a lo largo de la ruta a Edmundston antes de que se colocaran las vías al oeste de Fredericton. En algún momento de su carrera, Taylor también amplió su casa para agregar un estudio de retratos.
Durante la década de 1870, Taylor pudo haber enfrentado dificultades financieras, como lo indican sus anuncios de venta de sus negativos. Sin embargo, su carrera abarcó varios formatos, desde daguerrotipos hasta planchas húmedas y planchas secas. Se mantuvo actualizado a través de publicaciones como The Philadelphia Photographer y experimentó con cámaras estereoscópicas y convencionales. De vez en cuando, incluso se aventuraba en la fotografía trucada. En 1873, se describió a sí mismo como un «artista fotográfico», como se ve en una tarjeta de visita que emitió.

## Últimos años y muerte

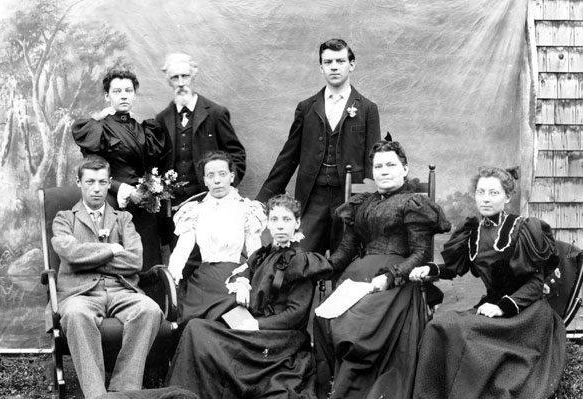
George Taylor en una fotografía familiar sin fecha. Taylor es la segunda persona en la fila de pie.

Inspirado por sus lecciones de arte anteriores, Taylor cambió su enfoque de la fotografía a la pintura al óleo y acuarela a principios de siglo. Este cambio estuvo influenciado por la creciente popularidad de la fotografía de aficionados debido a la mayor accesibilidad de las cámaras, lo que provocó una disminución en la demanda del trabajo fotográfico de Taylor. Mientras hacía esta transición, Taylor a menudo usaba sus propias fotografías como referencias para sus pinturas, que con el tiempo han sido recopiladas por varias personas e instituciones, incluidas cuatro que se exhiben en Old Government House en Fredericton, que representan escenas folclóricas de tala, Grand Falls, y posiblemente Pabineau Falls cerca de Bathurst.

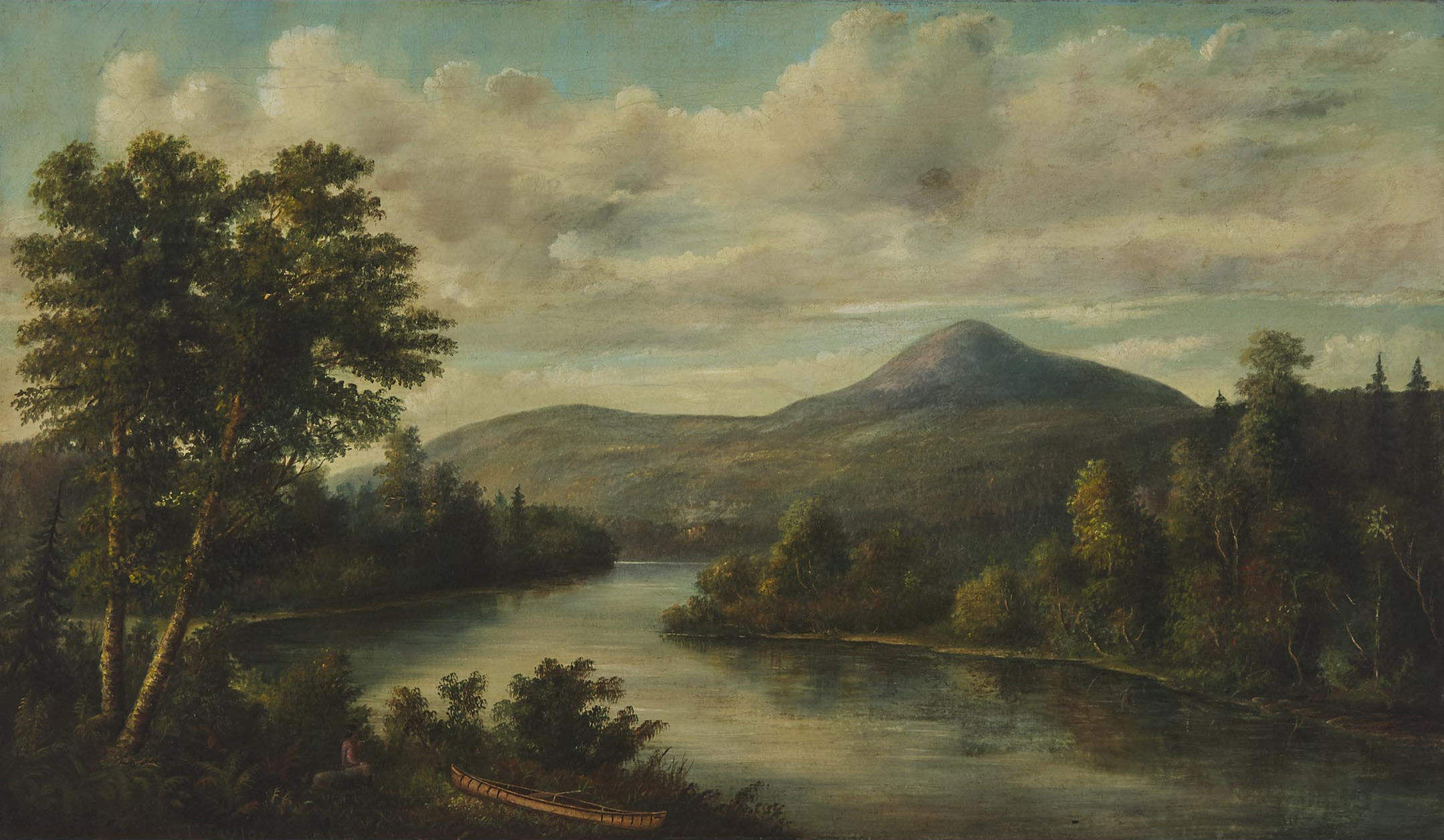
Paisaje con hombre descansando en tierra (1889).

En 1906, a la edad de 68 años, Taylor se embarcó en su última expedición fotográfica al Valle de Tobique. Posteriormente, se dedicó a la pintura hasta su muerte el 5 de abril de 1913, en Fredericton. Su funeral tuvo lugar en su residencia tres días después, el 8 de abril, y fue enterrado en el cementerio rural de Fredericton. A su muerte, dejó dos hermanos sobrevivientes y todos sus hijos. La casa donde vivió la mayor parte de su vida, conocida como William Taylor House, es ahora un hito histórico que contiene una placa en su memoria.

## Legado
Taylor, quien es reconocido como uno de los primeros fotógrafos de la provincia, sigue siendo relativamente desconocido más allá de los límites de Nuevo Brunswick, a pesar de ser aclamado como una figura pionera en la fotografía de la naturaleza canadiense. A través de su extenso cuerpo de trabajo, Taylor ofrece una ventana cautivadora a la vida cotidiana en el Nuevo Brunswick del siglo XIX, estableciéndose como una figura destacada en la escena fotográfica de la región. El trabajo fotográfico de Taylor apareció en el libro Slow Seconds: The Photography of George Thomas Taylor. Ronald Rees, uno de los autores del libro, describió a Taylor como «el primer fotógrafo de las [provincias] marítimas y uno de los primeros fotógrafos de Canadá en adentrarse en la selva».
El 28 de marzo de 1968 se llevó a cabo una exposición privada en la Galería de Arte de Beaverbrook para exhibir obras de arte donadas recientemente. Se incluyeron 12 pinturas de Taylor: 8 pinturas al óleo y 4 acuarelas. Entre los invitados que asistieron se encontraban el vicegobernador Wallace Samuel Bird y su esposa, el premier Louis Joseph Robichaud, miembros de la Asamblea Legislativa y del Gobierno, y el alcalde de Fredericton junto con su esposa. Posteriormente en el mismo año, durante la ceremonia de inauguración de los Archivos Provinciales de Nuevo Brunswick, se exhibió una selección de imágenes de Taylor. Actualmente, el archivo alberga una colección preservada de cientos de imágenes de Taylor, que incluyen casi 900 negativos de vidrio, que se exhibieron en una exhibición de 2019 titulada Glass Plate Alchemist.